# Tatort: Kassensturz (1976)
Kassensturz ist eine Folge der ARD-Krimireihe Tatort. Die vom Südwestfunk (SWF) produzierte Episode wurde erstmals am 15. Februar 1976 im Programm der ARD Das Erste ausgestrahlt. Kommissar Gerber, verkörpert von Heinz Schimmelpfennig, ermittelt in der 60. Tatort-Folge in seinem vierten Fall. Gerber bekommt es mit einem Postraub und zwei Morden zu tun, die im Zusammenhang mit dem Raub stehen.

## Handlung
Gerbers Assistent Wolfgang Ihle ist zum Kriminalobermeister befördert worden und möchte darauf mit Gerber und seinem Freund, den Postoberinspektor Rolf Salm, anstoßen. Doch Salm, der am nächsten Tag mit seiner neuen Freundin in den Urlaub fahren möchte, erscheint nicht zu Ihles Feier. Am nächsten Morgen werden Gerber und Ihle zur Geldsammelstelle der Post, in der Salm arbeitet, gerufen. Dort wurde ein Überfall verübt und DM 300.000 geraubt, wobei ein Wachmann niedergeschossen und schwer verletzt wurde. Der Tresor, aus dem das Geld geraubt wurde, ist unversehrt, Salm hatte die Schlüssel dazu und ist verschwunden. Gerber hält ihn für verdächtig, doch für Ihle ist der Gedanke, dass sein Freund in den Fall verwickelt sein könnte, absurd. Bei der Zeugenbefragung in der Umgebung trifft Gerber auf den Abbruchunternehmer Ziffel und seinen vorbestraften Angestellten Oscar Kaufmann. Beide geben sich ahnungslos. Ihle erfährt unterdessen vom Wirt Denker, dem Onkel von Salms neuer Freundin Cordula, dass sie und Salm heute in den Urlaub nach Kairo fliegen. Gerber will das Pärchen am Flughafen von seinem Frankfurter Kollegen Konrad abfangen lassen, dieser passt tatsächlich Cordula am Gate ab, die vergeblich auf Salm gewartet hat.
Ihle hält Ziffel für verdächtig und sucht diesen auf, dieser streitet aber empört ab, etwas mit dem Überfall in der Poststelle zu tun zu haben, auch Kaufmann gibt sich Ihle gegenüber unschuldig und behauptet, seine kriminelle Vergangenheit hinter sich gelassen zu haben. Gerber besucht Salms Kollegen Erwin Boringer, dieser liegt seit dem Vortag mit einer Nierenkolik krank im Bett, ein Alibi hat er nicht. Gepflegt wird Boringer von Salms ehemaliger Verlobter, der Arzthelferin Renate. Diese gibt zu, sich am Vorabend mit Salm getroffen und ihn vergeblich zur Versöhnung mit ihr gedrängt zu haben, dieser habe mit Verweis auf Cordula abgelehnt. Abends verlässt Oscar Kaufmann das Lokal, in dem Cordula arbeitet und auch Ihle öfter einkehrt und wird vor dem Lokal von einem Unbekannten erschossen. Die Untersuchung ergibt, dass die Tatwaffe das gleiche Kaliber wie Salms Dienstwaffe hat, zudem wird Salms Wagen am Tatort gefunden, im Handschuhfach findet die Polizei die Tresorschlüssel. Ihle fährt zu Kaufmanns Wohnung, dort ist ein Unbekannter eingedrungen, bei der Verfolgung wird Ihle angeschossen und verletzt. Im Zimmer Kaufmanns werden DM 10.000 in bar gefunden.
Gerber erfährt am nächsten Tag von Cordula, dass Fotoaufnahmen, die die Polizei in Salms Wohnung gefunden hat, im Ferienhaus des mittlerweile insolventen Unternehmers Haase entstanden sind, dieser hatte sein Haus Salm und seiner Freundin aus Freundschaft zu Salm unentgeltlich zur Verfügung gestellt. Ihle erinnert sich, dass Haase das Gasthaus kurz vor den tödlichen Schüssen auf Kaufmann verlassen hatte, Ihle vermutet, dass Haase der Täter und sein Freund Salm tot ist. Haase trifft sich, von der Polizei beobachtet, mit Cordula, die er umwirbt. Er bietet ihr einen Job in der Schweiz an und streitet seine finanziellen Probleme ab. Als Gerber später Haase auf dessen Treffen mit Cordula anspricht, hat dieser für die Mordnacht und die Zeit des Überfalls kein Alibi. In einem Abbruchhaus wird kurz darauf die Leiche von Salm gefunden. Bei einer Hausdurchsuchung bei Haase finden die Beamten eine Menge Bargeld und die Waffe von Salm, doch dieser streitet die Tat ab. Gerbers Vorgesetzter Huck ist überzeugt davon, mit Haase den Täter gefunden zu haben, doch Gerber glaubt, dass Boringer der Täter war. Dieser briet sich, als Gerber ihn für eine Befragung aufgesucht hatte, ein Hammelkotelett, was niemand tut, der gerade eine Nierenkolik hatte. Zudem hat Gerber von seinem Hausarzt erfahren, dass Fieber, wie Boringer es hatte, auch künstlich durch die Verabreichung eines Medikaments erzeugt werden kann. Boringer ist mittlerweile verschwunden, was Gerber als weiteres Indiz sieht, doch Huck tut Gerbers Hypothesen ab.
Cordula erzählt Ihle, der mittlerweile aus dem Krankenhaus entlassen wurde, dass Salm sich von Renate getrennt hatte, weil diese zu hohe finanzielle Ansprüche an ihn hatte und immer unzufrieden war. Gerber veranlasst Renates Chef, sie zu Boringer zu schicken, diese stellt zu ihrer Überraschung fest, dass Boringer nicht in seiner Wohnung ist und fährt zu sich nach Hause, wo Boringer, mit dem sie offenbar ein Verhältnis hat, auf sie wartet. Renate war von der Polizei beschattet worden, Ihle, den Renate noch aus ihrer Zeit mit Salm persönlich kennt, klingelt bei ihr. Er hält ihr vor, mit Haase gemeinsame Sache gemacht und Salm in eine Falle gelockt zu haben. Als Ihle auf eigene Faust Renates Wohnung durchsuchen will, trifft er zu seiner Überraschung auf Boringer, der ihn mit einer Waffe bedroht. Gerber trifft kurz darauf bei den Beamten ein, die vor Renates Wohnung warten. Ihle begreift, dass Boringer und nicht Haase der Komplize von Renate war, was die beiden auch nicht abstreiten. Als Gerber an der Tür klingelt, versucht Renate, ihn abzuwimmeln, doch er und seine Kollegen verschaffen sich gewaltsam Zutritt zu der Wohnung und können Boringer unter Schusswaffengebrauch überwältigen und Ihle befreien.

## Einschaltquote und Kritik
Die Folge erreichte bei ihrer Erstausstrahlung einen Marktanteil von 66,00 %.
Die Kritiker der Fernsehzeitschrift TV Spielfilm beurteilten diesen Tatort mittelmäßig und kommentierten „Gerber ist beharrlich, aber auch dröge“.